# Peter Jurasik
Peter Jurasik, född den 25 april 1950 i Queens, New York, är en amerikansk skådespelare.
Jurasik är mest känd i rollen som den ängslige tjallaren Sid i Spanarna på Hill Street och för rollen som Londo Mollari i Babylon 5. Han har även synts i bland annat TV-serierna M*A*S*H, Dawsons Creek och Lagens änglar.